# Сомерсет, Фицрой Джеймс, 1-й барон Реглан
Фицрой Джеймс Генри Сомерсет, 1-й барон Реглан (с 11 октября 1852) (англ. FitzRoy James Henry Somerset, 1st Baron Raglan; 30 сентября 1788, Бадминтон, графство Глостершир, Англия, — 28 июня 1855, хутор Бракера близ Севастополя, Российская империя) — британский военачальник, фельдмаршал (5 ноября 1854).

## Биография

### Ранние годы
Лорд Фицрой Сомерсет был восьмым и самым младшим сыном Генри Сомерсета, 5-го герцога Бофорта, и Элизабет, дочери адмирала Эдуарда Боскауэна. Старший брат Фицроя Джеймса — генерал лорд Роберт Сомерсет (1776—1842), отличился в сражении при Ватерлоо, командуя 1-й кавалерийской бригадой, состоящей из частей гвардейской кавалерии.
Будущий фельдмаршал получил образование в Вестминстерской школе, 9 июня 1804 выпущен корнетом в 4-й легкий драгунский полк. 30 мая 1805 произведён в лейтенанты. В 1807 году был прикомандирован к посольству Великобритании в Константинополе (посол сэр Артур Пэджет). 5 мая 1808 купил должность командира роты в 6-м гарнизонном батальоне, а 18 августа того же года перевёлся в 43-й пехотный полк. В следующем году Сомерсет принял участие в экспедиции в Португалию и на протяжении войны на Пиренейском полуострове состоял адъютантом при генерале А. Уэлсли (будущем герцоге Веллингтоне). Участвовал в битве при Вимейру, при Талавере, при Бусаку и во многих других.

### Военная карьера
После короткого пребывания в Англии, весной 1809 года Сомерсет вновь вернулся в Испанию в составе британских войск. 1 января 1811 назначен военным секретарем А. Веллингтона. 9 июня того же года получил временный чин (brevet) майора, в качестве награды за отличие в битве при Фуэнтес-де-Оньоро. 27 апреля 1812 года при поддержке Веллингтона получил временный чин (brevet) подполковника. 25 июля 1814 переведён в 1-й гвардейский полк (1st Guards regiment) с постоянным чином капитана и временным чином подполковника. 6 августа 1814 женился на племяннице Артура Веллингтона — Эмили Гэрриет Уэлсли-Поул. 2 января 1815 посвящён в рыцари ордена Бани.
После 1-го отречения Наполеона Бонапарта, Веллингтон прибыл в Париж в качестве посла Великобритании во Франции, и лорд Фицрой Сомерсет в качестве секретаря герцога пробыл в Париже с 18 января до 20 марта — когда Наполеон вступил в столицу Франции. 26 марта Сомерсет покинул Париж и в Нидерландах присоединился к Веллингтону.
В битве при Ватерлоо 18 июня 1815 года был серьёзно ранен. Ему пришлось ампутировать правую руку. 28 августа того же года по рекомендации Веллингтона был назначен адъютантом принца-регента (будущего короля Георга IV) с производством в полковники (постоянный чин). Сомерсет вернулся в Париж в качестве секретаря посольства Великобритании во Франции и оставался во Франции до конца 1818 года, когда войска союзников оставили её территорию. Сомерсет сопровождал делегацию Великобритании во главе с Веллингтоном на Веронском конгрессе в 1822 году. В январе 1823 года был послан в Испанию с целью предотвращения французской интервенции в связи с конституционным кризисом в этой стране. Реглан провёл два месяца при королевском дворе в Мадриде, не добившись ощутимых успехов для британской дипломатии.
27 мая 1825 получил чин генерал-майора. В 1826 году в свите герцога Веллингтона побывал в Санкт-Петербурге (здесь велись переговоры между Россией и Великобританией по вопросу совместных действий против Порты для содействия освобождению Греции от османского ига).
После смерти герцога Йоркского (22 января 1827), Веллингтон был назначен Главнокомандующим британской армией (Commander-in-Chief), Сомерсет занял должность военного секретаря Главнокомандующего (занимал этот пост более 25 лет). Веллингтон описывал Сомерсета как человека, «который не солгал бы для того, чтобы сохранить себе жизнь» ('a man who wouldn’t tell a lie to save his life'). 19 ноября 1830 года Сомерсет был назначен почётным полковником 53-го пехотного полка (53rd Foot). 28 июня 1838 года произведён в генерал-лейтенанты.
24 сентября 1852 года стал Рыцарем Большого креста ордена Бани. 11 октября 1852 лорд Фицрой Сомерсет был произведён в пэрство под титулом барон Реглан и стал тайным советником. Лорд Реглан также был назначен на пост генерал-фельдцейхмейстера, который ранее занимал Генри Хардинг, 1-й виконт Хардинг, назначенный после смерти Веллингтона на пост Главнокомандующего британскими войсками.
21 февраля 1854 года Реглан был произведён в полные генералы и принял начальство над английскими войсками, посланными против России, сохранив его до самой смерти. Реглан был произведён в фельдмаршалы 5 ноября 1854 года.
Фельдмаршал лорд Реглан умер под Севастополем от холеры 28 июня 1855 года. 3 июля 1855 года гроб с телом был погружен на борт корабля «Caradoc» и отправлен в Британию тем же вечером, 24 июля 1855 года «Caradoc» прибыл в Бристоль, а 26 июля останки лорда Реглана были захоронены в фамильном склепе в Бэдминтоне.

### Награды
- Орден Бани, рыцарь большого креста (24.09.1852)
- Орден Бани, рыцарь-командор (02.01.1815)
- Армейская золотая медаль
- Медаль за Ватерлоо
- Военный орден Максимилиана Иосифа, командор (Королевство Бавария, 03.10.1815)
- Орден Меджидие 1-го класса (Османская империя, 15.05.1855)
- Орден Башни и Меча, командор (Португалия)
- Орден Святого Георгия 4-й степени (Россия, 06.08.1815)

## Память
В честь фельдмаршала названы город Реглан (Северный остров, Новая Зеландия), а также британский монитор «Реглан», построенный в 1915 году.
Его имя носит вид покроя рукава — реглан.